# Krimpen (metaaltechniek)

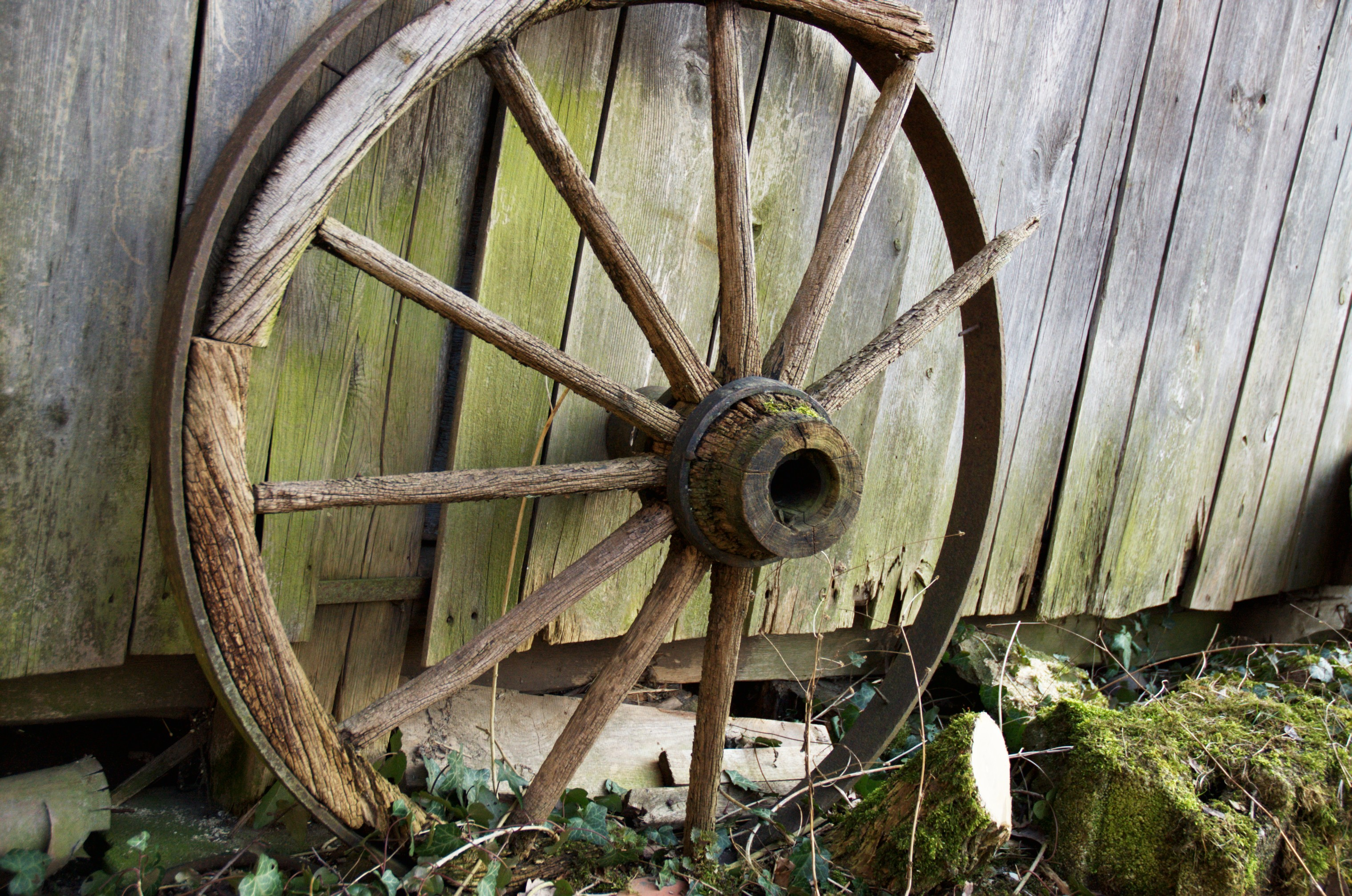
Een houten wiel met een metalen loopring is een typisch voorbeeld van een krimpverbinding

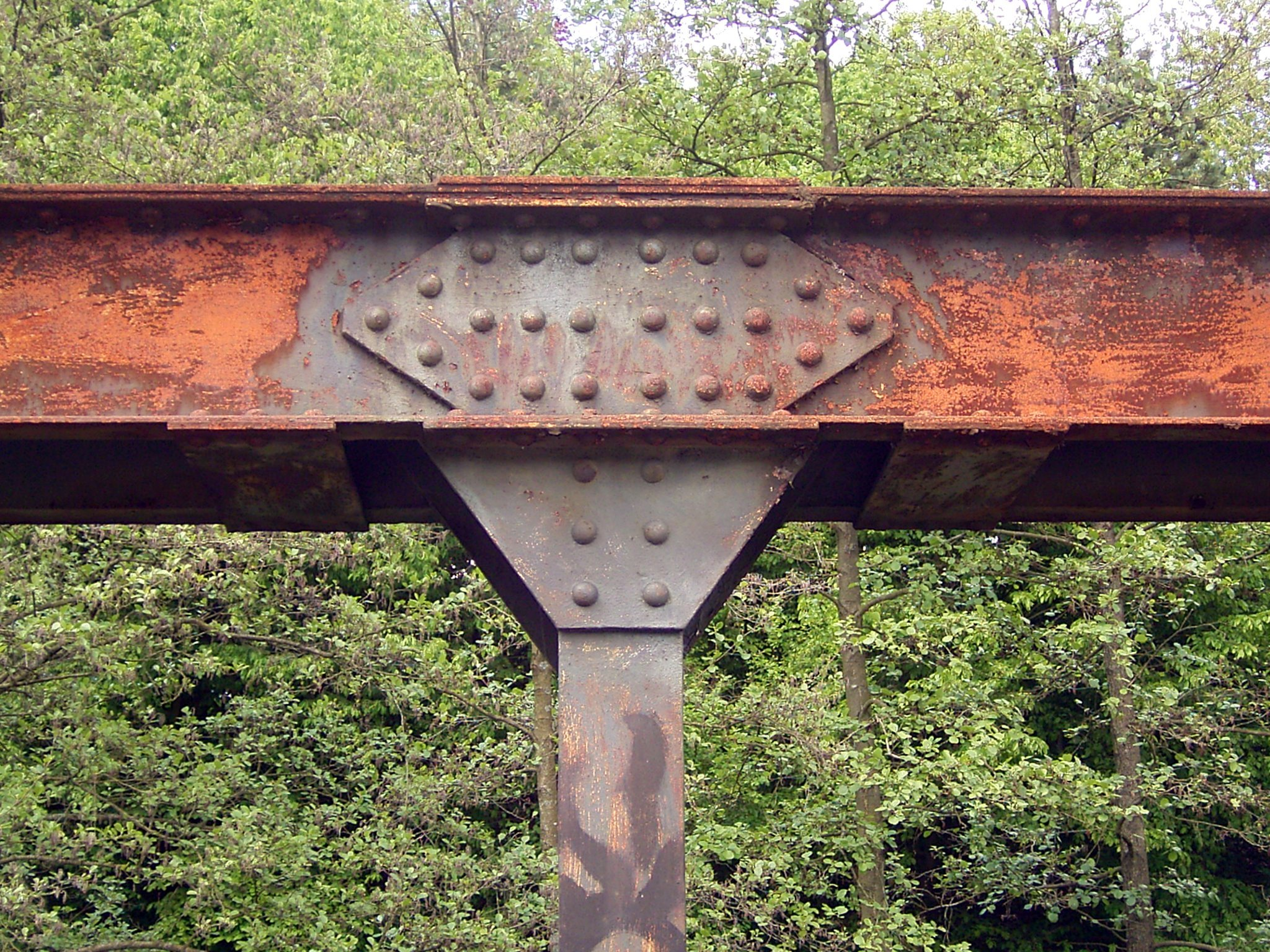
Voorbeeld een krimpverbinding met klinknagels: gloeiendhete klinknagels worden in gaten aangebracht en vastgehamerd. Ze koelen af en krimpen om zo de stalen platen aanelkaar te klemmen.

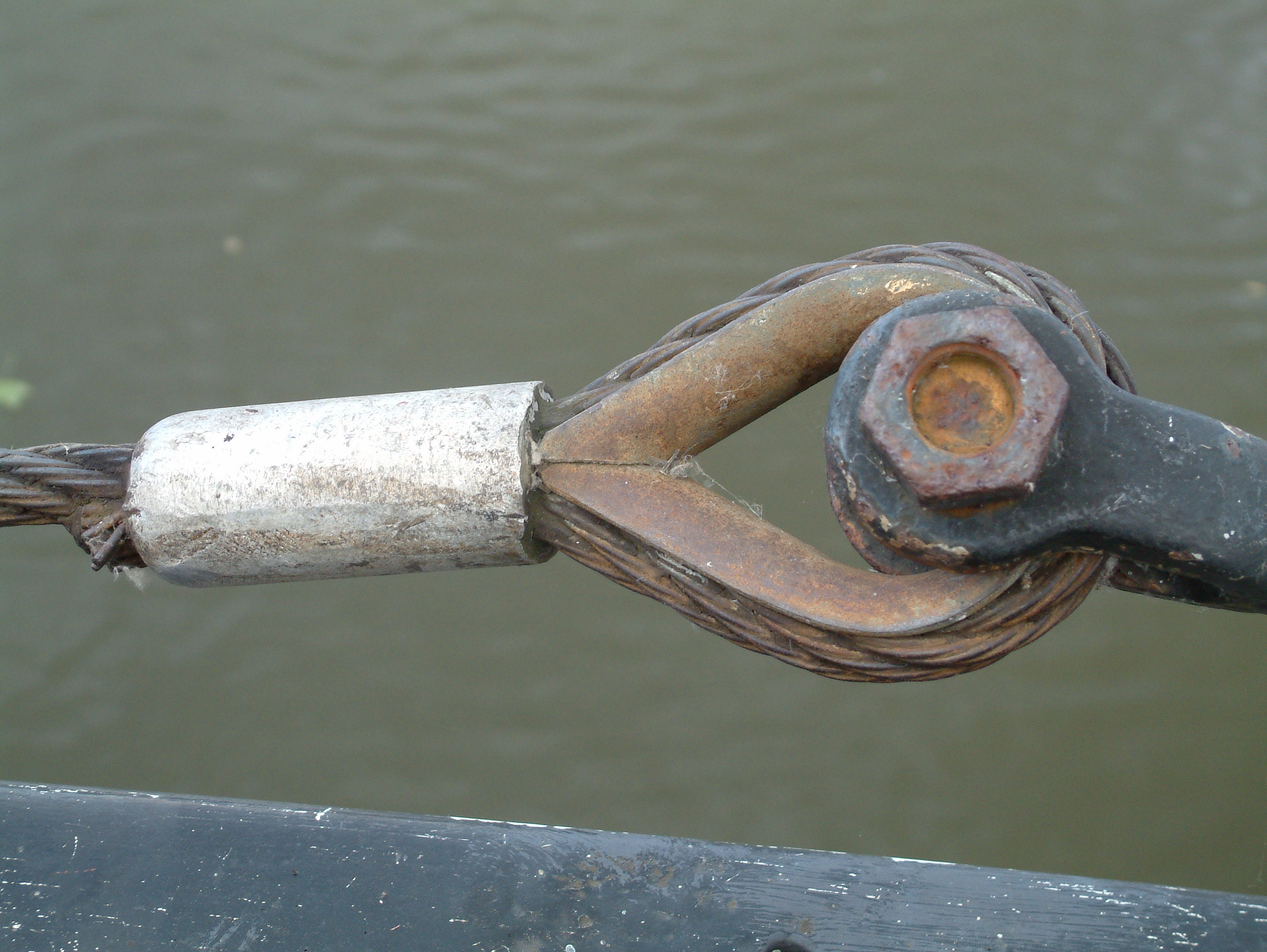
Een voorbeeld van een (krimp)huls van een staalkabel

Krimpen is  een verbindingstechniek die gebruikmaakt van de vervormbaarheid van een of van beide de te verbinden materialen.
In de metaaltechniek is krimpen een bewerking voor het samenvoegen van twee stukken metaal of ander smeedbaar materiaal door één of beide stukken zodanig te vervormen dat beide stukken aan elkaar blijven vastzitten. De vervorming noemt men de krimp.
Krimpen in de numismatiek, is het proces waarbij de twee onderdelen van een tweemetalige munt worden samengevoegd. Het krimpen vindt plaats tijdens het slaan van de munt.

## Krimpproces
Als er een kracht op een materiaal wordt uitgeoefend, zal het materiaal elastisch vervormen om een tegenkracht te leveren. Net zoals bij de stoel die een tegenkracht levert als er iemand op gaat zitten. Op dit principe berust een krimpverbinding.
Het aanbrengen van een elastische vervorming kan door het materiaal te verhitten, zodat het uitzet. Bij de vroeger veel toegepaste houten wagenwielen met een stalen loopring (zie foto) gebeurde het krimpen door de stalen loopring in een smidsvuur te verwarmen. De roodgloeiende stalen loopring werd dan om het houten wiel gelegd en vervolgens met water afgekoeld. De stalen loopring krimpt dan muurvast op het houten wiel.
Een ander voorbeeld in de elektrotechniek is het krimpen van een kabelschoenhuls of krimpkous op een draad. Hier wordt de huls dusdanig vervormd dat deze blijvend op de draad drukt.